# Bombinhas

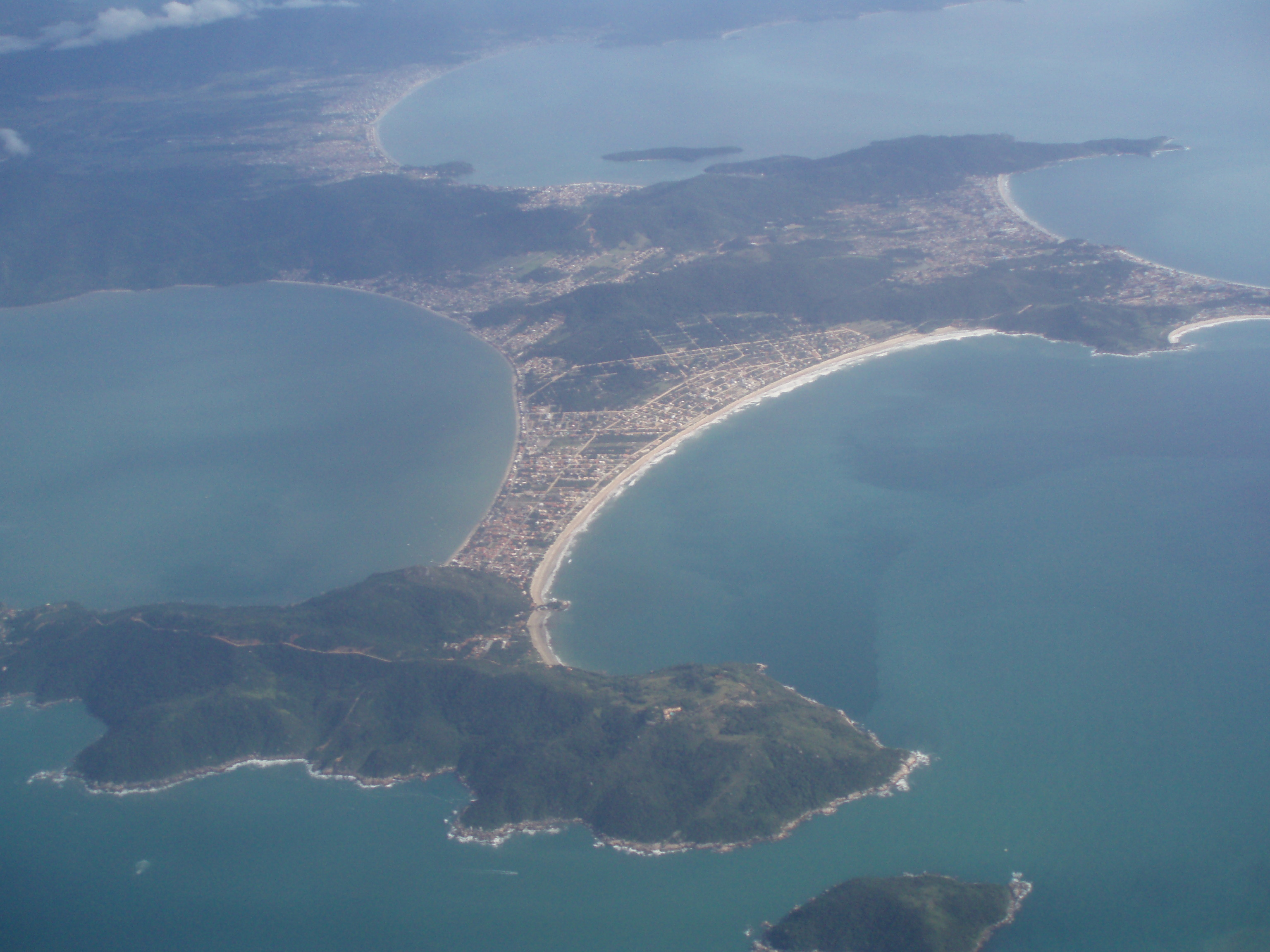
Bombinhas

Bombinhas este un oraș în Santa Catarina (SC), Brazilia.